# Red Lady of Paviland
Als Red Lady of Paviland (auch: Red Lady) wird ein fast vollständig erhaltenes, männliches Skelett bezeichnet, das 1823 in einer Goat’s Hole genannten Kalkstein-Höhle an der Kliffküste auf der Gower-Halbinsel, 15 Meilen westlich von Swansea in Südwales, entdeckt wurde. Es war das weltweit erste Fossil eines Individuums der Gattung Homo und der Hominini, das von einem Wissenschaftler in einer Publikation beschrieben wurde. Diesem Fund wird heute ein Alter von mehr als 30.000 Jahren zugeschrieben; er gehört somit zu den als Cro-Magnon-Menschen bezeichneten, frühesten Siedlern des anatomisch modernen Menschen (Homo sapiens) in Europa und ist einer der ältesten Belege für deren Anwesenheit auf den Britischen Inseln.
Die Benennung des Skelettes verweist auf den Paviland genannten Fundort und auf die Färbung der Knochen, die, bevor sie in der Höhle niedergelegt wurden, mit rotem Ocker behandelt worden waren. Ihr Entdecker, William Buckland, barg sorgfältig die Knochen und die ihnen beigegebenen Perlen sowie Elfenbein-Schmuck und schloss aus der Färbung und den Grabbeigaben, dass es sich um die Überreste einer Frau handeln müsse. In seinem bereits 1823 publizierten Buch Reliquiae Diluvianae wies Buckland – der die Genesiserzählung der Bibel wörtlich nahm – zudem ausdrücklich darauf hin, dass er – trotz zahlreicher Tierfossilien – in der Höhle keine Anhaltspunkte für eine Besiedelung vor der Sintflut entdeckt habe (S. 96); er vermutete daher, dass es sich bei der vermeintlichen Frau um eine Hexe oder eine Prostituierte aus der Zeit des Römischen Reiches gehandelt habe.
Für den Knochenfund, dessen Lebensalter bei Eintritt des Todes auf ungefähr 21 Jahre geschätzt wird, wurde 1968 zunächst mit Hilfe der Radiokohlenstoffdatierung ein Alter von 22.000 Jahren ermittelt, was bedeutet hätte, dass Wales auch während einer der kältesten Phase der Weichsel-Kaltzeit besiedelt gewesen wäre. 1989 erbrachte eine erneute Radiokohlenstoffdatierung ein Alter von 30.000 Jahren, und eine dritte Datierung wies im Jahr 2008 sogar ein Alter von 33.000 Jahren nach, also eine Datierung in die Denekamp-Warmperiode der Weichsel-Kaltzeit.
Die Knochen der Red Lady of Paviland werden im Oxford University Museum of Natural History verwahrt.

## Belege
1. ↑  William Buckland: Reliquiæ Diluvianæ; or, observations on the organic remains contained in caves, fissures, and diluvial gravel, and on other geological phenomena, attesting the action of an universal deluge. John Murray, London 1823, S. 82–98.
2. ↑  Ewen Callaway: Archaeology: Date with history. In: Nature. Band 485, 2012, S. 27–29, doi:10.1038/485027a.
3. ↑  Kenneth Page Oakley: The date of the „Red Lady“ of Paviland. In: Antiquity. Band 42, Nr. 168, 1968, S. 306–307, doi:10.1017/S0003598X00118800.
4. ↑   Kevin Fleming et al.: Refining the eustatic sea-level curve since the Last Glacial Maximum using far- and intermediate-field sites. In: Earth and Planetary Science Letters. Band 163, Nr. 1–4, 1998, S. 327–342, doi:10.1016/S0012-821X(98)00198-8.
5. ↑  Robert E. M. Hedges et al.: Radiocarbon dates from the Oxford AMS system: Archaeometry datelist 9. In: Archaeometry. Band 31, Nr. 1989, S. 207–234, doi:10.1111/j.1475-4754.1989.tb01015.x.
6. ↑  Roger M. Jacobi und Tom Higham: The „Red Lady“ ages gracefully: new ultrafiltration AMS determinations from Paviland. In: Journal of Human Evolution. Band 55, Nr. 5, 2008, S. 898–907, doi:10.1016/j.jhevol.2008.08.007.

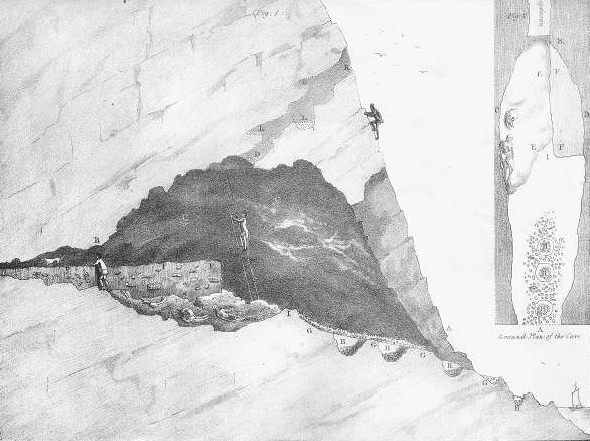
Aufrisszeichnung des Fundortes
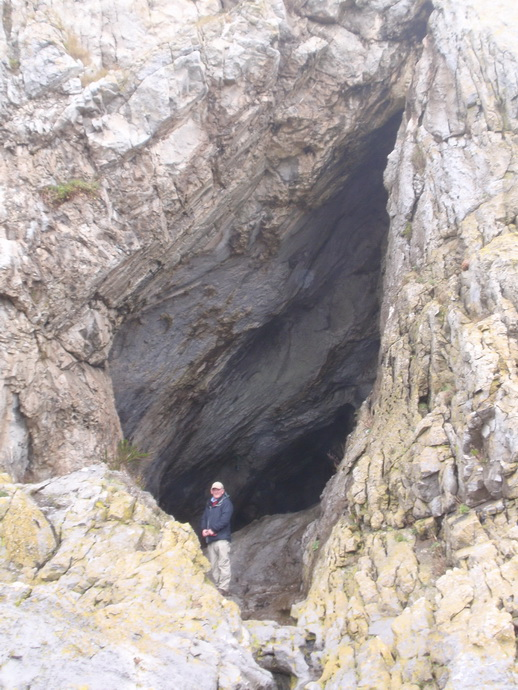
Goat’s Hole (Paviland Cave)